# Willie Garson
Willie Garson, född William Garson Paszamant den 20 februari 1964 i Highland Park, Middlesex County, New Jersey, död 21 september 2021 i Los Angeles, Kalifornien, var en amerikansk skådespelare. Garson hade över 50 roller i olika filmer och bland de mer uppmärksammade märks rollen som Stanford Blatch i TV-serien Sex and the City (1998–2004). Han var även med i TV-serien White Collar (2009–2014).

## Filmografi i urval
- 1986 – Fem i familjen (TV-serie) (1 avsnitt)
- 1986 – Skål (TV-serie) (1 avsnitt)
- 1986 – Överlagt mord
- 1989–1992 – Quantum Leap (TV-serie) (3 avsnitt)
- 1990 – Ford Fairlane
- 1990 – Livet runt trettio (TV-serie) (1 avsnitt)
- 1991 – Twin Peaks (TV-serie) (1 avsnitt)
- 1992 – Ruby
- 1993–1999 – Här är ditt liv, Cory (TV-serie) (4 avsnitt)
- 1993 – Lagens änglar (TV-serie) (1 avsnitt)
- 1993 – Måndag hela veckan
- 1994 – På tal om kärlek
- 1995–1999 – Arkiv X (TV-serie) (2 avsnitt)
- 1995 – Galen i dig (TV-serie) (1 avsnitt)
- 1995 – Things to Do in Denver When You're Dead
- 1996 – Kingpin
- 1996 – Mars Attacks!
- 1996 – The Rock
- 1997–1998 – Ally McBeal (TV-serie) (2 avsnitt)
- 1997–1998 – Melrose Place (TV-serie) (2 avsnitt)
- 1998 – Buffy och vampyrerna (TV-serie) (1 avsnitt)
- 1998 – Den där Mary
- 1998 – När livet vänder
- 1998 – Star Trek: Voyager (TV-serie) (1 avsnitt)
- 1998–2004 – Sex and the City (TV-serie) (27 avsnitt)
- 1999 – Ensamma hemma (TV-serie) (3 avsnitt)
- 1999 – I huvudet på John Malkovich
- 1999 – Just Shoot Me! (TV-serie) (1 avsnitt)
- 1999 – Nash Bridges (TV-serie) (1 avsnitt)
- 1999 – Vänner (TV-serie) (1 avsnitt)
- 1999 – Play It to the Bone
- 2000 – Spin City (TV-serie) (1 avsnitt)
- 2000 – Tvillingarnas vilda äventyr
- 2000–2006 – Stargate SG-1 (TV-serie) (3 avsnitt)
- 2003 – CSI: Crime Scene Investigation (TV-serie) (1 avsnitt)
- 2003 – Freaky Friday
- 2004 – Monk (TV-serie) (1 avsnitt)
- 2005–2006 – CSI: Miami (TV-serie) (2 avsnitt)
- 2005 – Just Like Heaven
- 2005 – Min första kärlek
- 2006 – Las Vegas (TV-serie) (1 avsnitt)
- 2006 – Zoom
- 2008 – Sex and the City
- 2009 – Labor Pains
- 2009 – Pushing Daisies (TV-serie) (1 avsnitt)
- 2009–2014 – White Collar (TV-serie) (81 avsnitt)
- 2010 – Sex and the City 2
- 2013 – 2 1/2 män (TV-serie) (1 avsnitt)
- 2015–2020 – Hawaii Five-0 (TV-serie) (9 avsnitt)
- 2017 – Scandal (TV-serie) (1 avsnitt)
- 2019–2020 – Supergirl (TV-serie) (3 avsnitt)
- 2020 – Big Mouth (TV-serie) (röstroll, 3 avsnitt)
- 2020 – Magic Camp